# Philipp Plank (Architekt)
Philipp Plank (auch: Blank) (* um 1660 in Kelheim; † 1720 in Freising) war ein Franziskanerbruder, Maurermeister und Architekt in der Epoche des Barocks.
Plank stammte aus einer Baumeisterfamilie. Nach seinem Eintritt in den Franziskanerorden in Ingolstadt übernahm er nicht nur für seinen Orden wichtige Bauprojekte, sondern wurde auch für andere Kongregationen tätig.
Zu seinen Werken gehören:
- 1695: Planung und Bau des Franziskanerklosters in Berchtesgaden
- 1701 Neubau des Klosters Geisenfeld
- 1702: die Schutzengelkirche und das Franziskanerkloster in Straubing
- 1703: Franziskanerkonvent Kloster Mittenheim Schleißheim in Schleißheim
- 1712–1714: Konventbau des Klosters Maria-Hilf in Freystadt
- 1714–1716: Entwurf und Bau des Konventbaus von Kloster Weltenburg. Vielleicht auch Entwurf der Kirche dort.
- 1715–1717: Neubau des Franziskanerhospitzes in Neuötting